# Ми минор
Ми мино́р (нем. e-moll, англ. E minor) — минорная тональность с тоникой ноты ми. Имеет один — фа-диез.

## Произведения в этой тональности
- Феликс Мендельсон — Концерт для скрипки с оркестром;
- Фредерик Шопен — Концерт для фортепиано с оркестром № 1, Прелюдия № 4, Ноктюрн № 1 ор. 72, Этюд № 5 op. 25, вальс B. 56;
- Иоганнес Брамс — Симфония № 4;
- Пётр Ильич Чайковский — Симфония № 5;
- Сергей Васильевич Рахманинов — Симфония № 2, Музыкальный момент № 4, Вокализ;
- Николай Яковлевич Мясковский — Симфония № 4[1];
- Дмитрий Дмитриевич Шостакович — Симфония № 10, Фортепианное трио № 2;
- Антонин Дворжак — Симфония № 9;
- Александр Сергеевич Грибоедов — Вальс № 2;
- Metallica — Nothing Else Matters[a];
- Megadeth — Holy Wars... The Punishment Due;
- Twenty One Pilots — Addict With A Pen;
- Lumen — Сид и Нэнси.
- Джон Уильямс — тема Букли из фильма «Гарри Поттер и философский камень»[2]

### Комментарии
1. ↑  Подавляющее большинство композиций Metallica также записано в ми миноре.